# ردفي الساقين
ردفي الساقين (الاسم العلمي: Pygoscelis)، جنس بطاريق يشتمل على ثلاثة أنواع،وتُعرف مجتمعة باسم بطاريق فرشائية الذيل.